# Sphaeroma
Sphaeroma är ett släkte av kräftdjur som beskrevs av Bosc 1802. Sphaeroma ingår i familjen klotkräftor.

## Bildgalleri

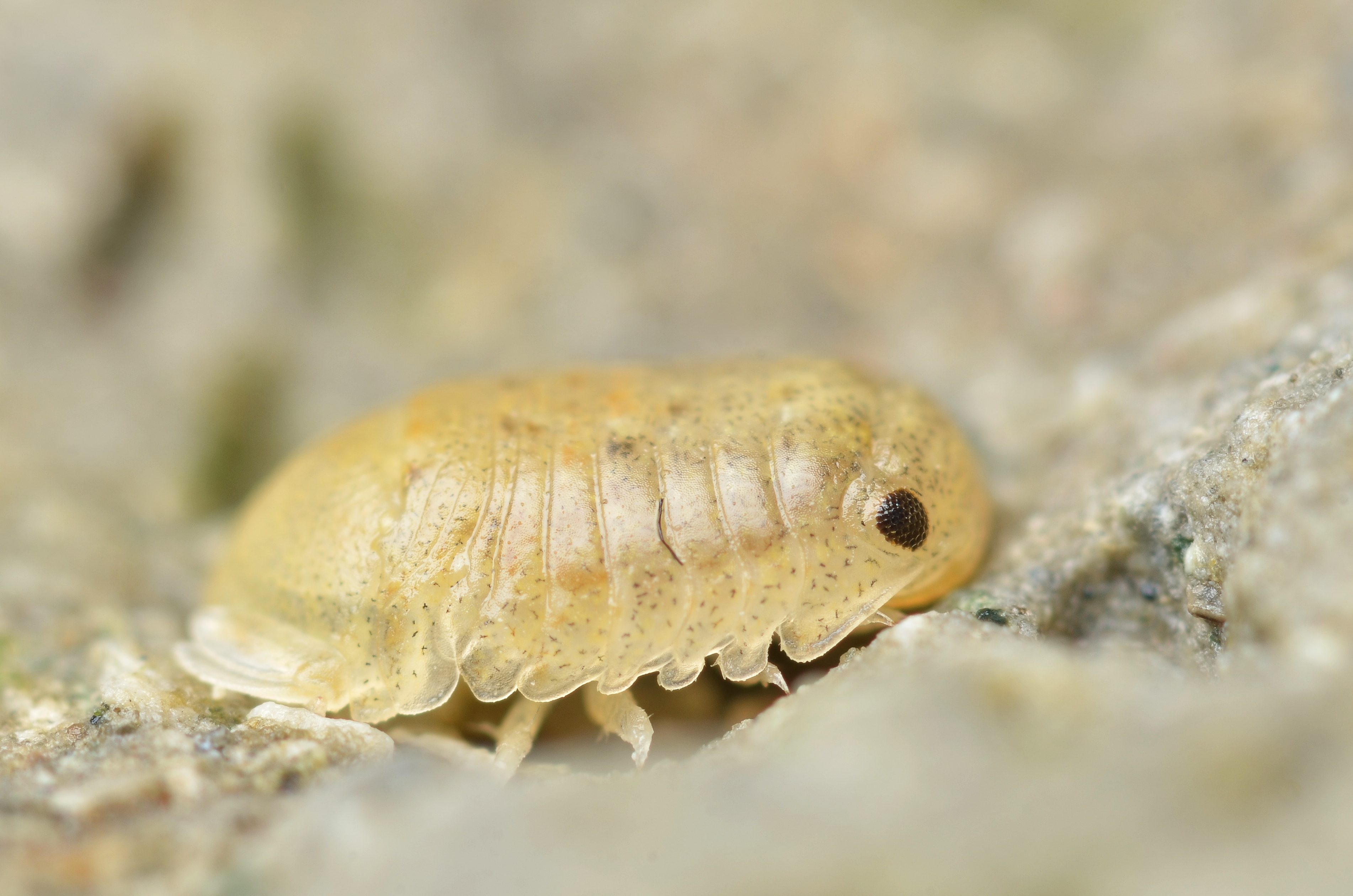
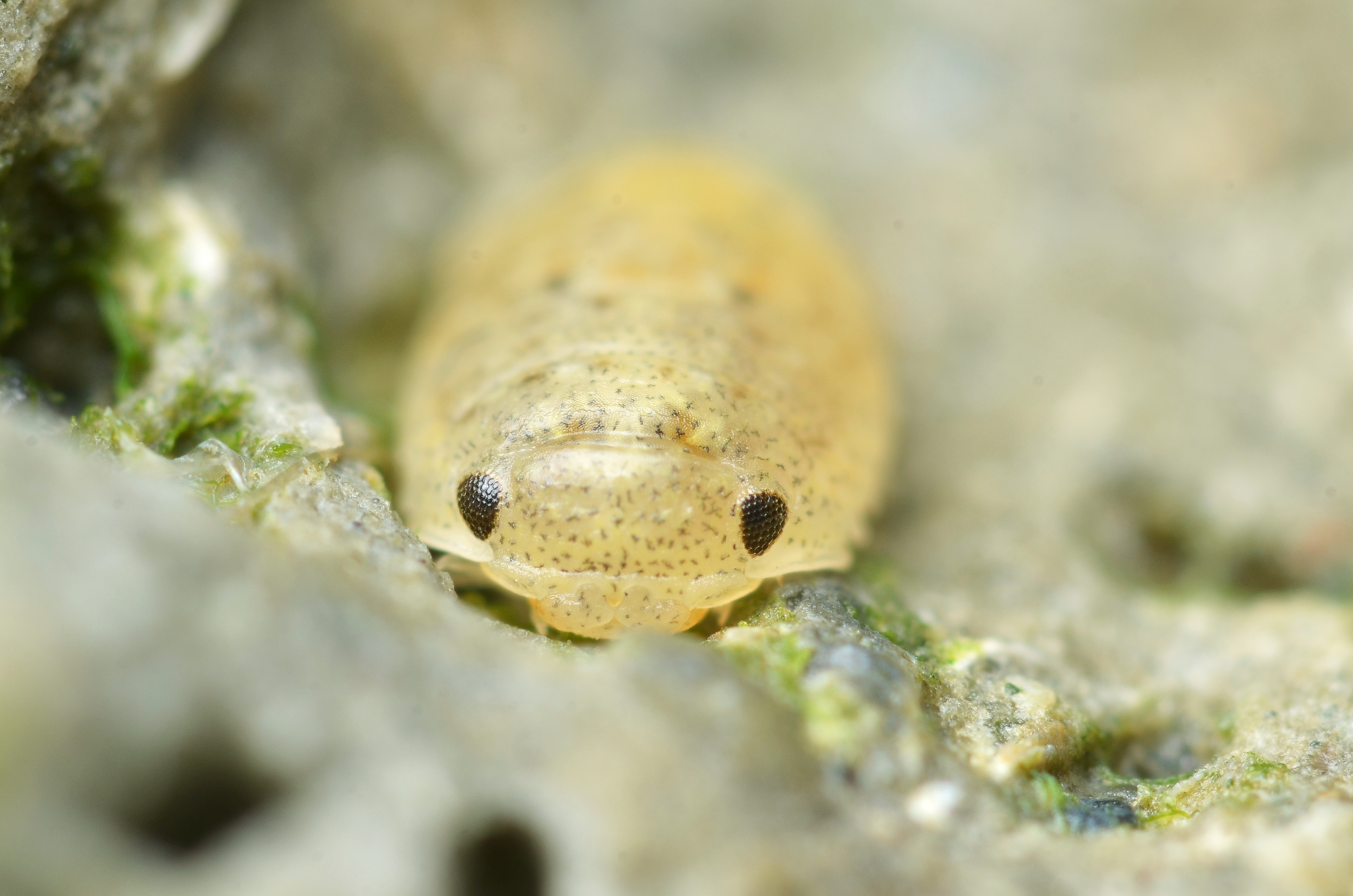

## Dottertaxa tillSphaeroma, i alfabetisk ordning[1][2]
- Sphaeroma annandalei
- Sphaeroma bigranulatum
- Sphaeroma boryi
- Sphaeroma conglobator
- Sphaeroma curtum
- Sphaeroma dumerilii
- Sphaeroma emarginatum
- Sphaeroma exosphaeroma
- Sphaeroma felix
- Sphaeroma gasparellai
- Sphaeroma gayi
- Sphaeroma globicauda
- Sphaeroma granti
- Sphaeroma intermedium
- Sphaeroma laevigatum
- Sphaeroma laurensi
- Sphaeroma mukaii
- Sphaeroma papillae
- Sphaeroma pentodon
- Sphaeroma peruvianum
- Sphaeroma plumosa
- Sphaeroma podicipitis
- Sphaeroma prideauxianum
- Sphaeroma propinqua
- Sphaeroma quadridentatum
- Sphaeroma quoyanum
- Sphaeroma retrolaeve
- Sphaeroma rotundicaudum
- Sphaeroma serratum
- Sphaeroma shimantoensis
- Sphaeroma sieboldii
- Sphaeroma silvai
- Sphaeroma sinensis
- Sphaeroma terebrans
- Sphaeroma tomentosum
- Sphaeroma triste
- Sphaeroma tuberculata
- Sphaeroma tuberculatum
- Sphaeroma wadai
- Sphaeroma walkeri
- Sphaeroma venustissimum